# Classe Sirène (1901)
Pour les autres classes de navires du même nom, voir classe Sirène.
La classe Sirène est une classe de sous-marins de la Marine française lancés au début des années 1900.

## Conception
Quatre sous-marins sont construits, suivant des plans de Maxime Laubeuf. Ils sont commandés en 1900, et leur construction s'achève en 1902. Submersibles de type Narval modifié à double coque en acier. Le coût initial était de 24 700 £ chacun. Ils étaient construits comme des torpilleurs et immergés par l'admission d'eau dans l'espace entre les deux coques. 
Ces sous-marins français de première classe, première génération, étaient constitués de quatre unités construites sur le même modèle , avec les numéros de coques Q5-6 et 13-14. I.
Même si la machinerie était toujours celle du Narval, de nombreuses améliorations assuraient un temps de plongée de 6 à 9 minutes, ce qui était suffisant pour échapper à de nombreux navires repérés de l'époque, faisant à peine 18 nœuds.
Techniquement, ils sont propulsés par des moteurs à vapeur à triple expansion de 250 ihp (190 kW) et deux moteurs électriques de 75 kW total, donnant une vitesse de pointe, en surface, de 9,75 nœuds (18,1 km/h ; 11,2 mph) et de 5,8 nœuds (10,7 km/h ; 6,7 mph) en immersion. La portée opérationnelle était de 500 NM (930 km) à 7 nœuds (13 km/h ; 8,1 mph) réduite à 55 NM à 3,75 nœuds en immersion. L'équipage de 13 personnes actionnait les quatre lanceurs de torpille Drzewiecki externes de 450 mm (17,7 po).

## Sous-marins de la classe
- La Sirène, numéro de coque Q5[1].
- Le Triton, numéro de coque Q6.
- L'Espadon, numéro de coque Q13.
- Le Silure, numéro de coque Q14.